# الخيل في لبنان
شهدت الخيول في لبنان، الممثلة بشكل رئيسي بالسلالة العربية، إعادة تنظيم تربيتها منذ عام 1925. يرتكز تنظيم تربية الماشية في لبنان بشكل رئيسي حول ثلاث مزارع عربية كبيرة. : مزارع الماركيز موسى دي فريج، مزارع السيد هنري فرعون، ومزارع الأمير منصور بن سعد.

## تاريخ

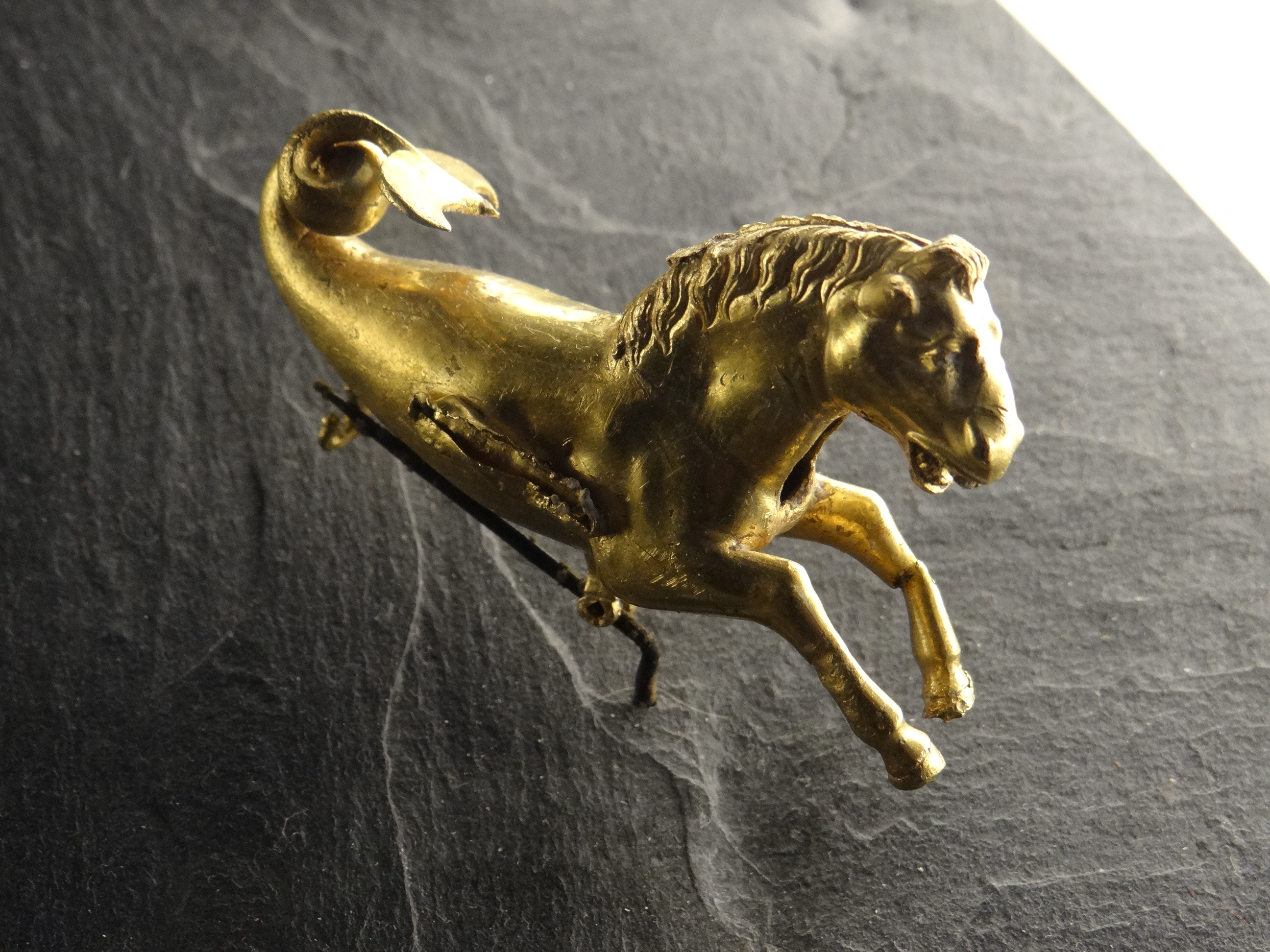
شظية على شكل فرس البحر وجدت في صور وترتبط بالإله الفينيقي ملكارت حوالي القرن الرابع قبل الميلاد, محفوظ في متحف اللوفر.

عثر على بقايا خيول ما قبل التاريخ من نوع الهيباريون (جنس منقرض من الخيول) في سهل البقاع.
تحتفظ لبنان بتقاليد قديمة في تربية الخيول. في عام 1819، اشترى الكونت في بورتس من لبنان، وكذلك من سوريا، حوالي 30 فرس عربي لمزارع خيول الإمبراطورية الفرنسية. واستغل الأمريكي هومر دافينبورت علاقاته مع الرئيس ثيودور روزفلت لتمويل رحلته الشرائية التي قام بها في عام 1906 إلى ألاراضي التي كانت تسيطر عليها الإمبراطورية العثمانية قد عاد ومعة 27 حصانًا عربية لتربيتها من سوريا ولبنان.
أنشئ مضمار سباق الخيل في بيروت عام 1916 بهدف تشجيع تربية السلالة العربية. وكان القطيع اللبناني مكوّناً من الحصان العربي السوري.
نظمت لبنان تكاثره حوالي عام 1925، في سهل البقاع، بإستخدام فحول عنزة، خاصة لأغراض السباق. ومن عام 1968 إلى عام 1975، كان مضمار سباق بيروت هو الوحيد الذي يقبل المراهنة في العالم العربي بأكمله.

## الثروة الحيوانية

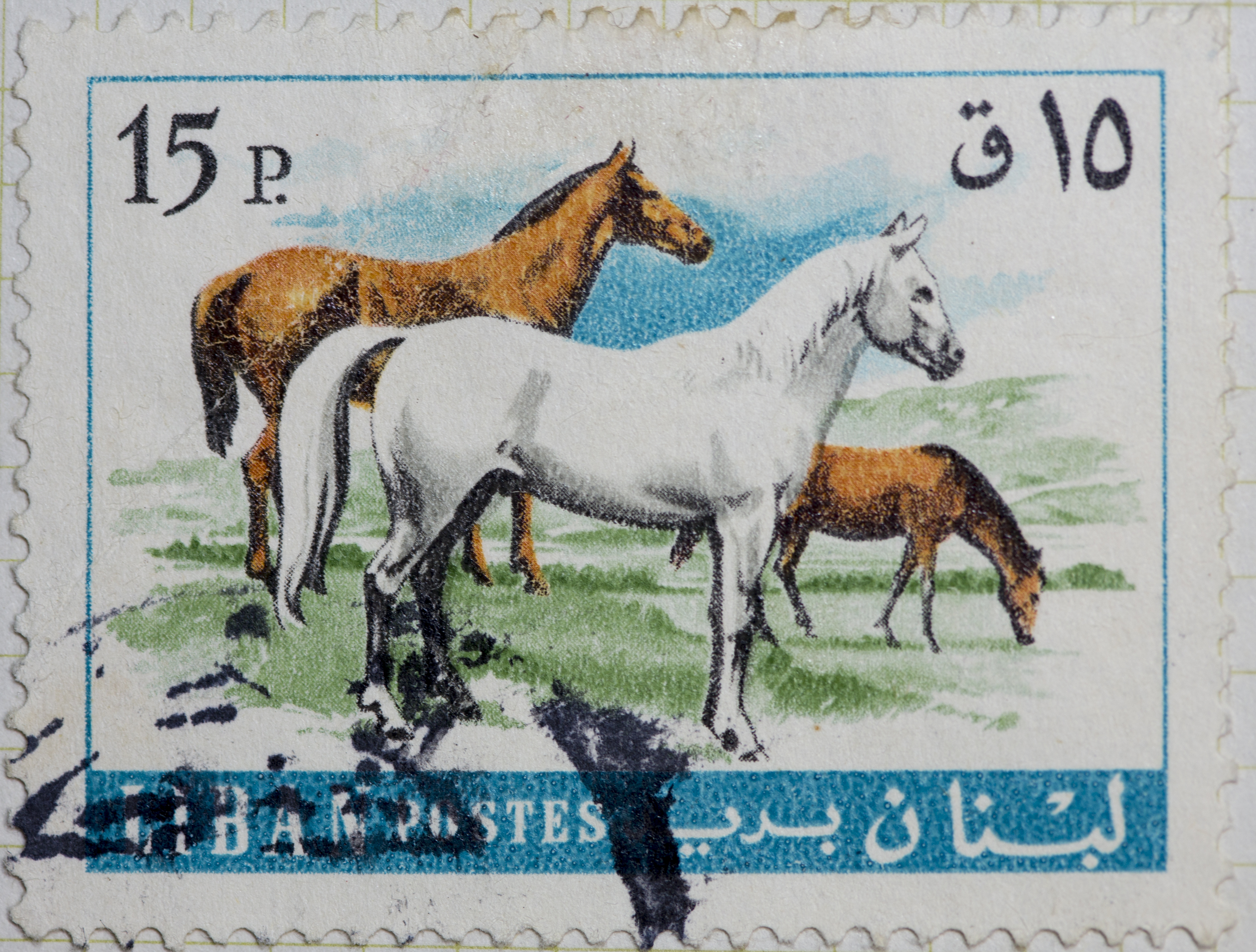
طابع لبناني يصور الخيول.

وفقا للمهندس الزراعي الفرنسي فيليب باربي دي بريودو (1987)، تركزت تربية الخيول في لبنان بشكل رئيسي حول ثلاث مزارع كبيرة٠ و ليست هذه المزارع اليوم تربي الخيل العربية لانها تربي خيل السجل الف الذي هو هجين بين العربي و الخيل الاجنبي الثوروبراد. مزارع الماركيز موسى دي فريج، مزارع السيد. هنري فرعون، ومزارع الأمير منصور بن سعد.

### السلالات المرباة
لبنان عضو في المنظمة العالمية للخيول العربية (واهو)، وتحتفظ بسجل أنساب للسلالة العربية، حيث بلغ عدد الخيول الأصيلة في لبنان عام 2017 362 خيل. تخضع هذه الخيول لاختبارات الحمض النووي، واختبارات النسب، وتكون شرائح إلكترونية دقيقة. و اهم المرابط التي تربي الخيول العربية الاصيلة الواهو بلبنان اليوم و اكثرهم عدد هو مربط المشرق العربي في الكورة شمال لبنان Levant Arabians
قاعدة بيانات DAD-IS لا تحدد أي سلالة محددة خاصة بلبنان. يربى الخيل الالف و يسابق على مضمار بيروت اليوم و هو ليس خيل عربي اصيل بل هو خيل هجين بين العربي و الاجنبي الثوروبراد.

## الأمراض والطفيليات
يعد لبنان أحد البؤر الوبائية لمرض الخيول الأفريقية الذي وصل من أفريقيا جنوب الصحراء الكبرى مع الفرسان البدو في ستينيات القرن الماضي.